# Megi-jima
Megi-jima (女木島) est une île de la mer intérieure de Seto du Japon au nord de la ville de Takamatsu et rattachée à la préfecture de Kagawa.

## Géographie
La superficie de Megi-jima est de 2,66 km2 pour une étendue littorale de 8,9 km. Elle rassemble une population d'environ 200 habitants.

## Légende
L'île est associée à l'île mythique d'Onigashima (« île des ogres »), visitée par le personnage folklorique Momotarō. Les grottes de la partie supérieure du sommet Washigamine, en tant que demeure des ogres de la légende, sont un endroit touristique populaire. Il existe une plate-forme d'observation au sommet d'où l'on jouit d'une vue à 360 degrés sur la mer intérieure de Seto.

## Galerie

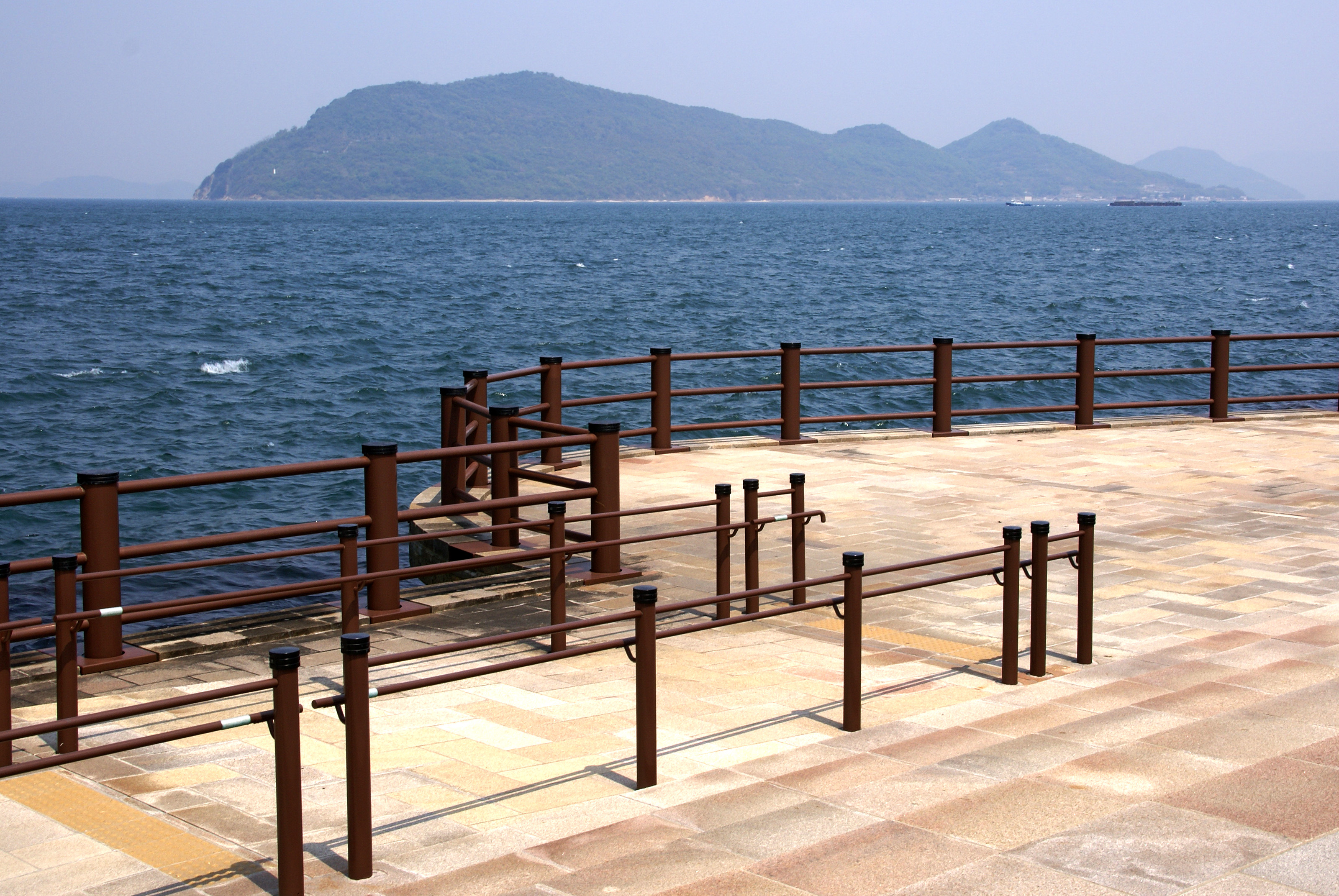
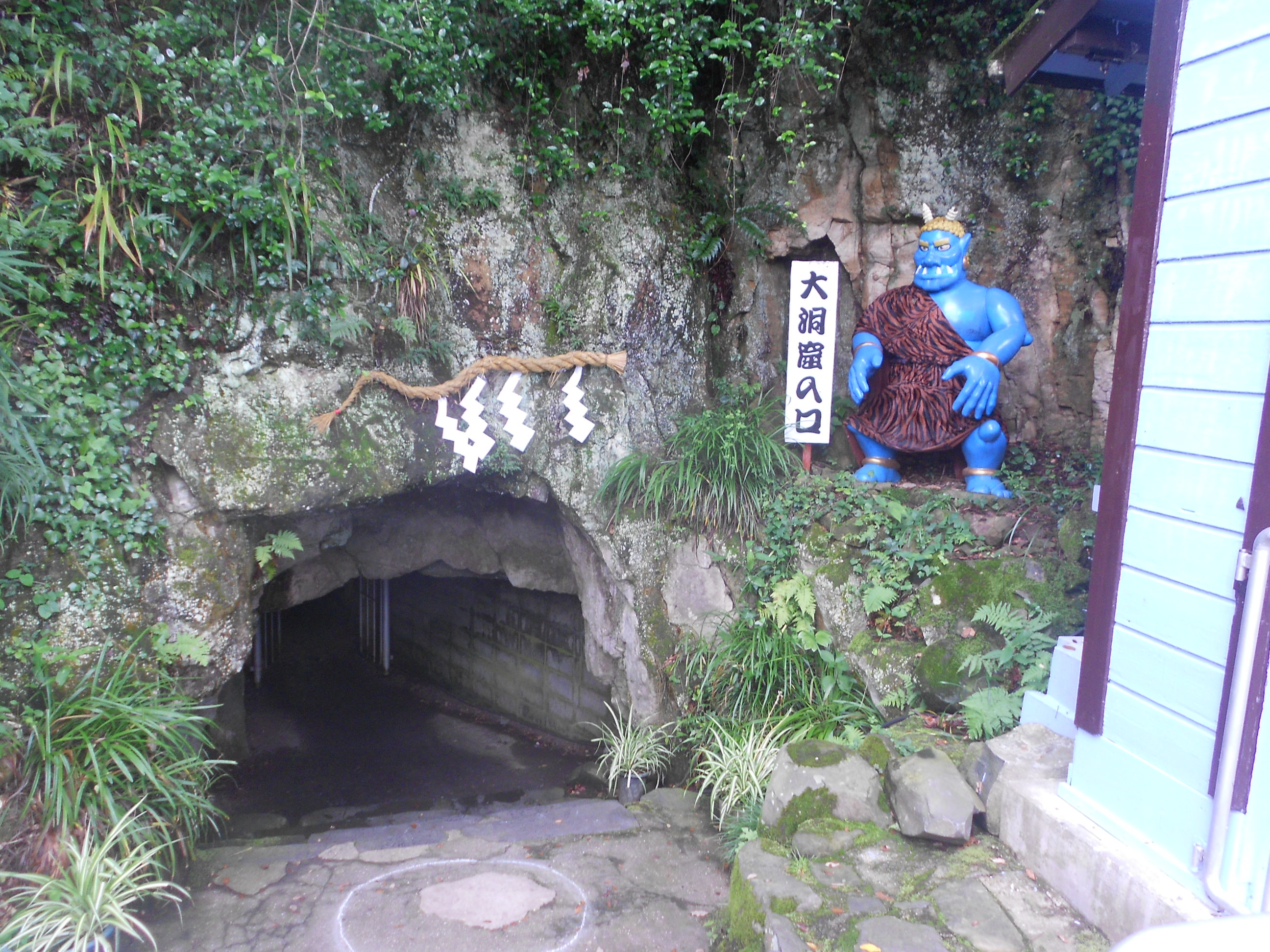
Entrée d'une grotte de Megi-jima et la représentation d'un ogre.